# 다이토촌 (오카야마현)
다이토촌(大東村)은 오카야마현 구메군에 있던 촌이다. 현재의 쓰야마시에 해당한다.

## 역사
- 1889년 6월 1일 - 정촌제 시행에 수반해 구메호쿠조군 다이토촌이 발족하였다.
- 1900년 4월 1일 - 구메난조군과 합병해 구메군이 되었다.
- 1952년 8월 1일 - 오이니시촌과 합병해, 오이정이 되었다.

## 교통

### 도로
- 국도 제181호선

## 참고문헌
- 和泉橋警察署 『新旧対照市町村一覧』第2冊（東京：加藤孫次郎、1889（明22））
- 地名編纂委員会 『角川日本地名大辞典33 岡山県』（角川学芸出版、1989、ISBN 4040013301）